# Trigonopeltastes thomasi
Trigonopeltastes thomasi är en skalbaggsart som beskrevs av Henry Fuller Howden och Brett C.Ratcliffe 1990. Trigonopeltastes thomasi ingår i släktet Trigonopeltastes och familjen Cetoniidae. Inga underarter finns listade i Catalogue of Life.